# Horní Blatná
Horní Blatná (en allemand : Bergstadt Platten) est une ville du district et de la région de Karlovy Vary, en Tchéquie. Sa population s'élevait à 389 habitants en 2021.

## Géographie
Horní Blatná se trouve à 5 km au nord-ouest d'Abertamy, à 20 km au nord-nord-ouest de Karlovy Vary et à 124 km à l'ouest-nord-ouest de Prague.
La commune est limitée par Potůčky au nord, par Pernink à l'est et au sud, et par Nové Hamry à l'ouest.

## Histoire
La première mention écrite de la localité date de 1518.